# Comptòmetre

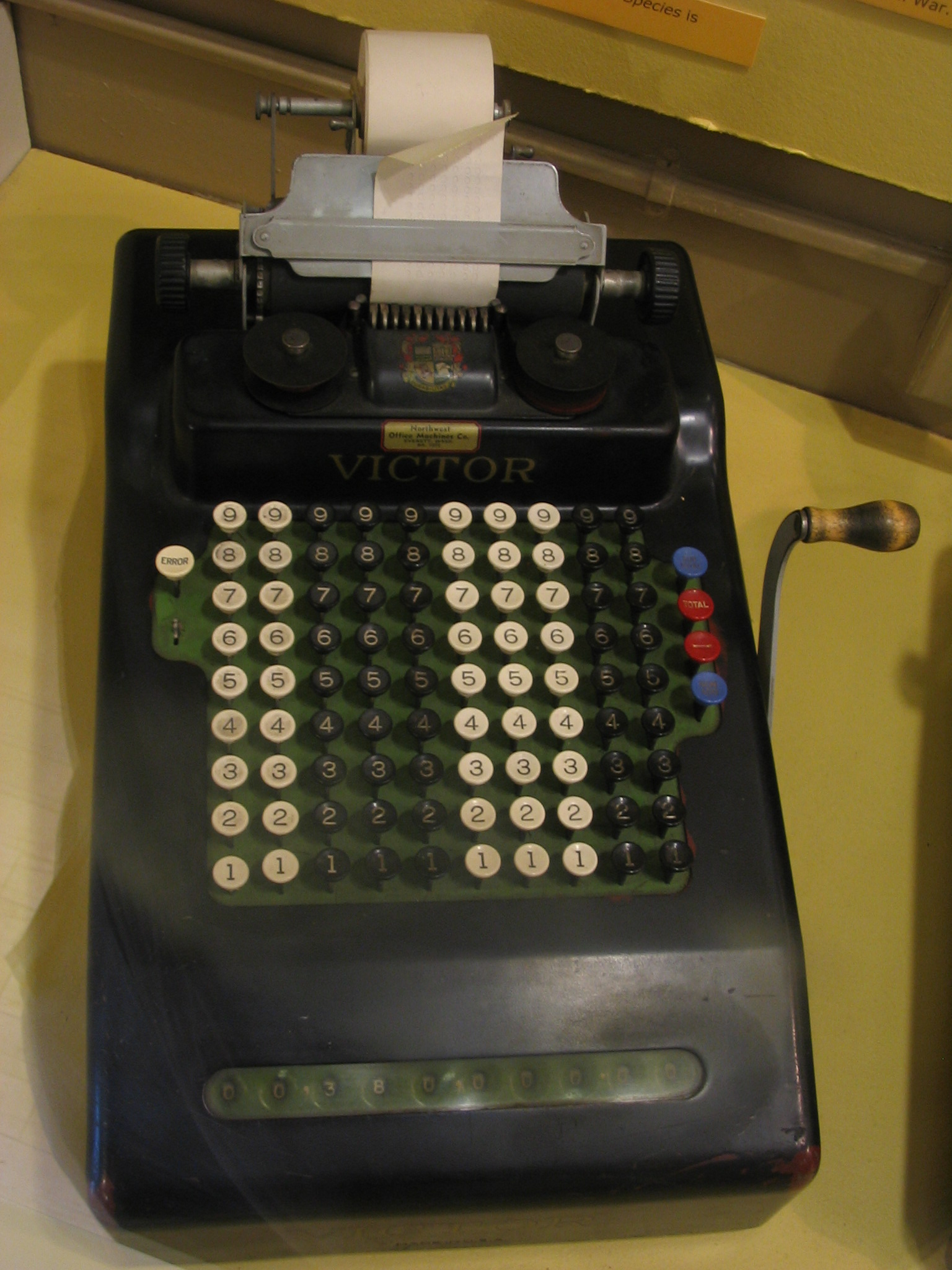
Un comptòmetre de comptabilitat amb 10 posicions.

Un  comptòmetre  ( comptometer ) és un tipus de màquina sumadora mecànica o electromecànica. El comptòmetre va ser el primer dispositiu d'addició que funcionava solament per l'acció de pressionar tecles, que es disposaven en un arranjament de columnes verticals i files horitzontals.
El terme "comptòmetre" és, parlant estrictament, un nom comercial de  Felt and Tarrant Manufacturing Company  de Chicago, posteriorment  Comptòmetre Corporation , però va ser usat extensament com a nom genèric per a aquesta classe de dispositiu. El disseny original va ser patentat el 1887 per Dorr Felt, un ciutadà estatunidenc.
Encara que va estar dissenyat sobretot per suma r, també podien ser realitzades restes, multiplicacions i divisions. Comptòmetres especials amb un variat arranjament de tecles, des de 30 fins a bastant més de 100 tecles, van ser produïts per una diversitat de propòsits, incloent càlcul de divises, temps i mesures imperials de pes.
A les mans d'un operador expert, els comptòmetres podien sumar nombres molt ràpidament, ja que tots els dígits d'un nombre es podrien entrar simultàniament usant tants dits com fos requerit, fent als comptòmetres molt més ràpids d'usar que una calculadora electrònica. Conseqüentment, en aplicacions especialitzades van romandre en ús en quantitats limitades fins entrats els 90, però a excepció d'algunes poques màquines, ara tots han estat reemplaçats per l'ús de programari d'ordinador.